# Sphindus crassulus
Sphindus crassulus es una especie de coleóptero de la familia Sphindidae.

## Distribución geográfica
Habita en Estados Unidos.